# Paduniella martynovi
Paduniella martynovi är en nattsländeart som beskrevs av Kumanski 1992. Paduniella martynovi ingår i släktet Paduniella och familjen tunnelnattsländor. Inga underarter finns listade i Catalogue of Life.